# Championnat des Îles Salomon de football 2021
Navigation
Saison précédente Saison suivante
La saison 2021 du Championnat des Îles Salomon de football est la dix-huitième édition de la Telekom S-League, le championnat de première division aux Îles Salomon. La compétition se dispute sous la forme d'une poule unique où toutes les équipes se rencontrent à deux reprises.
C'est le Central Coast FC qui remporte le championnat après avoir terminé en tête du classement final. Il s’agit du premier titre de champion des Salomon de l'histoire du club.

## Les clubs participants
- Henderson Eels FC
- Kossa FC
- Real Kakamora
- Kula FC - Promu de D2
- Solomon Warriors
- Marist FC
- FC Isabel United
- Laugu United FC
- Central Coast FC
- Honiara City FC
- Southern United FC
- Waneagu United - Promu de D2

## Compétition
Le barème de points servant à établir le classement se décompose ainsi :
- Victoire : 3 points
- Match nul : 1 point
- Défaite : 0 point

### Phase régulière
| Rang | Équipe             | Pts | J  | G  | N | P  | Bp | Bc | Diff |
| ---- | ------------------ | --- | -- | -- | - | -- | -- | -- | ---- |
| 1    | Central Coast FC   | 49  | 22 | 15 | 4 | 3  | 47 | 19 | +28  |
| 2    | Solomon Warriors   | 47  | 22 | 14 | 5 | 3  | 57 | 19 | +38  |
| 3    | Waneagu UnitedP    | 44  | 22 | 12 | 8 | 2  | 33 | 10 | +23  |
| 4    | Henderson Eels FCT | 40  | 22 | 12 | 4 | 6  | 45 | 19 | +26  |
| 5    | Real Kakamora      | 34  | 22 | 10 | 4 | 8  | 41 | 32 | +9   |
| 6    | FC Isabel United   | 34  | 22 | 10 | 4 | 8  | 29 | 31 | -2   |
| 7    | Kossa FC           | 30  | 22 | 9  | 3 | 10 | 43 | 44 | -1   |
| 8    | Laugu United FC    | 26  | 22 | 7  | 5 | 10 | 33 | 31 | +2   |
| 9    | Marist FC          | 26  | 22 | 6  | 8 | 8  | 24 | 35 | -11  |
| 10   | Southern United    | 16  | 22 | 4  | 4 | 14 | 27 | 55 | -28  |
| 11   | Honiara City       | 15  | 22 | 3  | 6 | 13 | 19 | 43 | -24  |
| 12   | Kula FCP           | 6   | 22 | 1  | 3 | 18 | 10 | 70 | -60  |

|  | Qualification pour la Ligue des champions de l'OFC 2022 |
|  | T : Tenant du titre                                     |

## Bilan de la saison
| Championnat des Îles Salomon de football 2021                             |                              |
| Champion                                                                  | Central Coast FC (1er titre) |
| Qualifications continentales                                              |                              |
| Ligue des champions de l'OFC 2022                                         | Central Coast FC             |
| Ligue des champions de l'OFC 2022                                         | Solomon Warriors             |
| Promotions et relégations                                                 |                              |
| Promus en Telekom S-League                                                | Aucun                        |
| Relégués en Championnat des Îles Salomon de football de deuxième division | Aucun                        |